# 天骄3
《天骄3》（myths&heroes）是中国目标软件公司开发的“天骄系列”的第三款角色扮演网络游戏。于2008年6月内测。不同于前作的是，《天骄3》采取了完全架空历史的背景设计。最初于2007年7月12日在第五届ChinaJoy上展出。

## 游戏开发
《天骄3》的服务端和客户端都采用C++编写，且服务端运行了windows平台。服务端的脚本则采用了lua语言。